# 안드레아스 하인리히
안드레아스 하인리히(Andreas J. Heinrich)는 물리학자이며, 주사 터널링 현미경(STM), 양자 기술, 나노과학, 스핀 여기 분광법, 정밀 원자조작을 연구했다. 하인리히 박사는 미국 IBM 알마덴 연구소에서 18년간 근무했으며, 그 기간 동안 시간 분해능을 십만 배 향상시킨 나노초 주사 터널링 현미경을 개발했다. 또한 같은 시기에 X선 흡수 분광법과 스핀 여기 분광법을 결합했다. 하인리히 박사는 스톱 모션 단편 애니메이션 <소년과 원자 A Boy and His Atom>의 제작에 참여한 주요 연구자였다. 이 애니메이션은 수천 개의 원자를 움직여서 만들어졌다. 하인리히 박사는 막스 플랑크 고체 연구소의 과학 자문단에서 활동했으며 미국 물리학회 석학회원이다.
하인리히 박사는 2016년에 이화여자대학교의 석좌교수가 되었고, 이 대학의 기초과학연구원(IBS)에 속한 양자나노과학 연구단의 초대 단장으로 부임했다. 2018년에 양자나노과학연구단이 위치한 연구협력관의 기공식이 있었으며, 2019년에 입주했다.
하인리히 박사는 2016년에 이화여자대학교의 석좌교수가 되었고, 이 대학의 기초과학연구원에 속한 양자나노과학 연구단의 초대 단장으로 부임했다. 2018년에 양자나노과학연구단이 위치한 연구협력관의 기공식이 있었으며, 2019년에 입주했다.

## 학력
하인리히 박사는 독일 괴팅겐 대학교에서 물리학 석사 학위와 박사 학위를 1994년과 1998년에 각각 받았다. 1994년부터 1998년까지 울브리히(R.G.Ulbrich) 박사의 지도 하에 연구 조교로 있었다. 박사 학위를 취득한 후에는 2001년까지 IBM 알마덴 연구소에서 카블리 상 수상자인 돈 아이글러 박사의 연구팀에서 박사후 과정을 밟았으며, 이곳의 연구원이자 엔지니어로 채용되었다.

## 활동 이력
IBM 알마덴 연구소에 들어간 지 몇 년 후인 2005년부터 2016년까지는 표면 자성 나노구조 및 주사 탐침 현미경(SPM) 연구 그룹의 그룹장으로 활동했다. 2012년에는 스핀 여기 분광법과 나노초 STM의 개발로 미국 물리학회 석학회원이 되었다. 2012년부터 독일 슈투트가르트에 있는 막스 플랑크 고체 연구소의 과학 자문단에서 활동하고 있다.
하인리히 박사의 연구 그룹은 데이터 저장의 한계점을 연구하면서 <소년과 원자 A Boy and His Atom>라는 애니메이션을 만들었는데, 이 영화는 기네스북에 ‘세상에서 가장 작은 스톱 모션 영화’로 기록되었다. 이 그룹은 데이터 저장고가 백만 개의 원자에서 12개로 줄어들 수 있음을 보여줬다. 그로부터 5년이 채 지나지 않아, 하인리히 박사가 이끈 연구 그룹은 정보 저장을 위한 원자의 수를 다시 한 개로 줄였다. 한국의 과학기술정보통신부는 이것을 그해 한국의 가장 괄목할 만한 연구 성과로 꼽았다.

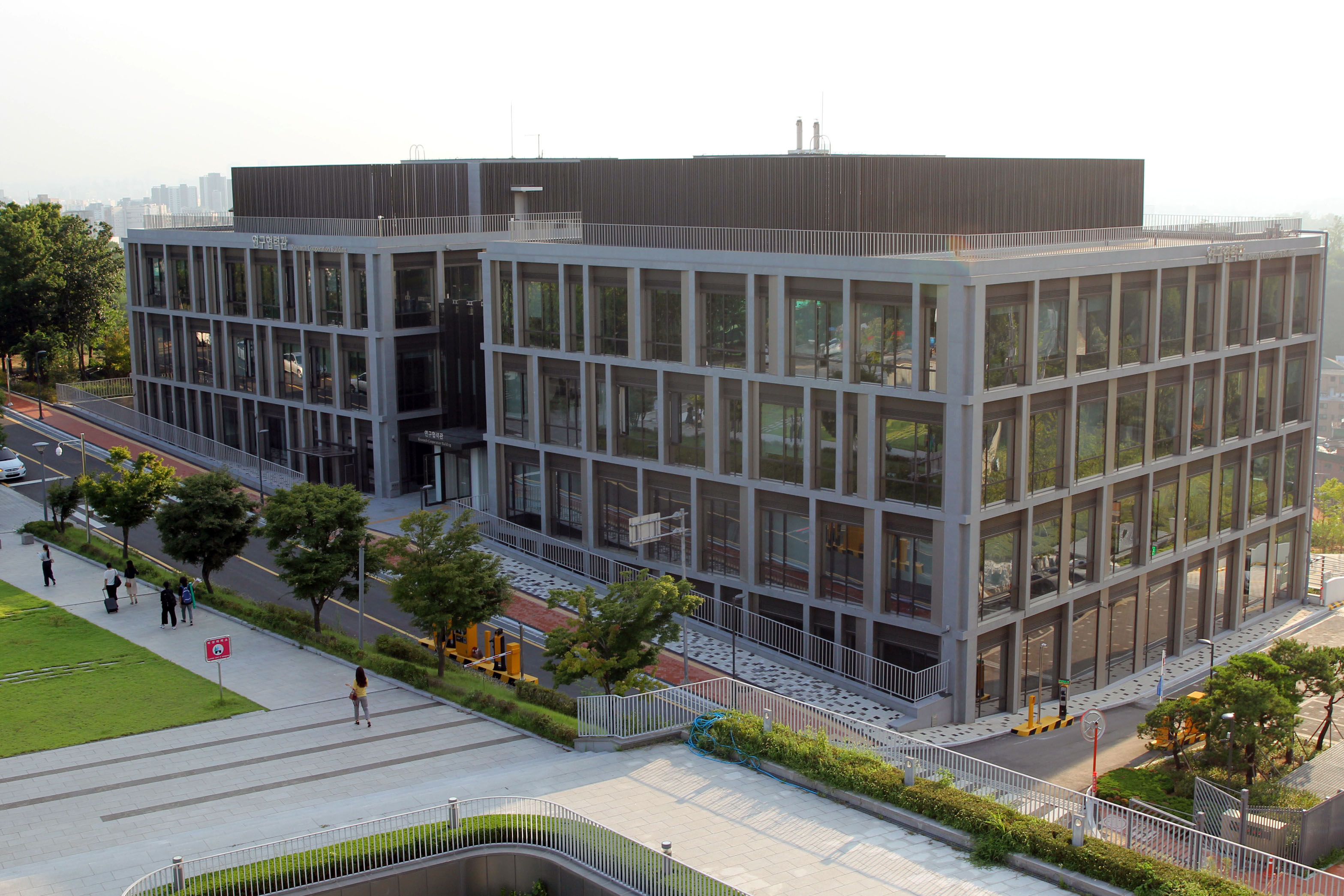
양자나노과학 연구단이 위치한 이화여자대학교 연구협력관

2016년에 하인리히 박사는 한국으로 건너와 이화여자대학교 석좌교수 겸 기초과학연구원의 양자나노과학 연구단 단장이 되었다. 양자나노과학 연구단의 장기적인 목표 가운데 하나는 깨끗한 표면과 계면의 분자와 원자의 양자 상태를 완전히 제어하는 것이다. 이것이 성공하면 고감도 양자 센서의 사용이 가능해진다. 양자나노과학 연구단은 IBM 알마덴 연구소와 협력하여 원자 하나하나의 자기공명영상(MRI)을 촬영하는 데 성공했다.

## 수상 경력

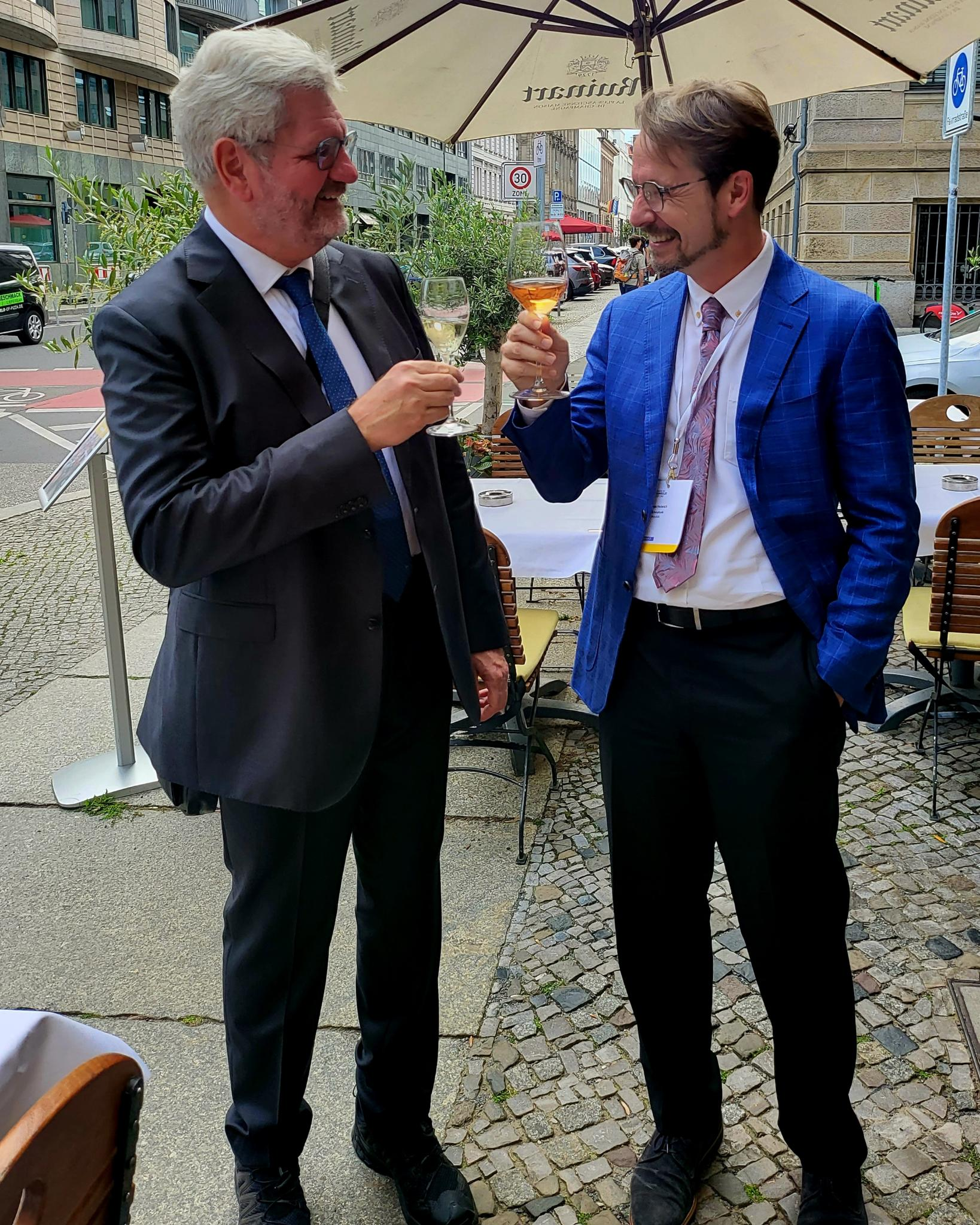
2023년 독일에서 훔볼트 상을 수여하는 동안 로버트 슐뢰글(왼쪽)(영어)과 안드레아스 하인리히(오른쪽).

- 2025: 대통령표창, 과학ㅅ기술진흥 유공 정부 포상[18][19]
- 2024: 서울시 명예시민 선정[20]
- 2023: Humboldt Research Award (영어)[21]
- 2021: Karl Friedrich Bonhoeffer Lecture Award[22][23][24]
- 2020: Heinrich Rohrer Medal[25]
- 2018 국가연구개발 우수성과 100선, 대한민국 과학기술정보통신부[11][12][13]
- 2018: Foresight Institute Feynman Prize in Nanotechnology[26][27][28]
- 2018: 조셉키슬리상[29][30]
- 2016: Distinguished Fellowship, 중국과학원, President's International Fellowship Initiative (PIFI)
- 2014: Outstanding Technical Achievement Award, IBM[31]
- 2012: 석학회원, 미국 물리학회
- 2011: Best of IBM Award, IBM
- 2011: Corporate Award, IBM
- 2010: Outstanding Technical Achievement Award, IBM
- 2007: Outstanding Innovation Award, IBM
- 2003: Research Division Award, IBM
- 1998: 페오드르 리넨 장학금, Alexander von Humboldt Foundation, 독일